# Entedon victoriensis
Entedon victoriensis är en stekelart som först beskrevs av Girault 1928.  Entedon victoriensis ingår i släktet Entedon och familjen finglanssteklar. Inga underarter finns listade i Catalogue of Life.